# アディントン男爵
アディントン男爵 （英: Baron Addington）はイギリスの男爵、貴族。連合王国貴族爵位。女王即位50周年叙爵の七男爵家(jubilee baronies)の一つ。 
なお、ハバード家に男爵位以外に保持する爵位はない。 

## 歴史

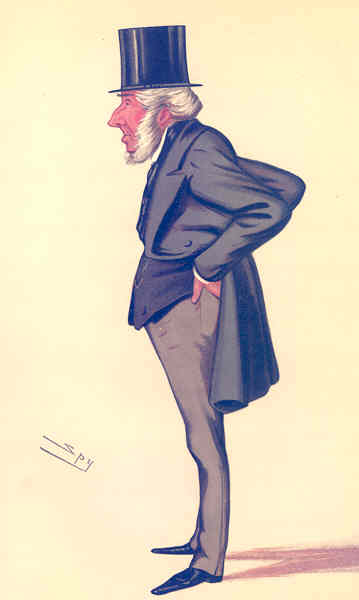
初代男爵のカリカチュア
1884年バニティ・フェア誌掲載。Spy作

金融街シティの雄にしてイングランド銀行総裁を務めた保守党の政治家ジョン・ハバード（1805-1889）は、1887年7月22日に連合王国貴族としてバッキンガム州アディントンのアディントン男爵(Baron Addington of Addington in the County of Buckingham)に叙された。
その長男であるエジャートン(1842-1915）は、父の基盤を受け継いでバッキンガム選挙区選出の庶民院議員を務めたが、初代男爵死去に伴う襲爵により貴族院に籍を移している。
3代男爵ジョン（1883-1966）は3期にわたりバッキンガム市長を務めた。
その後は彼の弟レイモンド（1884–1971）が4代男爵となったが男子がなかったため、彼の又従弟にあたるジェームズ（1930–1982）が爵位を承継した。
現当主である6代男爵ドミニク(1963-)は自由民主党の政治家として活動しており、貴族院初登院時は当時の再年少議員であった。彼は1999年貴族院法制定以降も貴族院に籍を置く92人の世俗貴族の一人である。

男爵家の紋章に刻まれるモットーは『天上のものを求めて(Alta Petens)』。

## アディントン男爵（1887年）
- 初代アディントン男爵ジョン・ジェリブランド・ハバード（英語版） （1805-1889）
- 第2代アディントン男爵エジャートン・ハバード（英語版） （1842-1915）
- 第3代アディントン男爵ジョン・ジェリブランド・ハバード（英語版） （1883-1966）
- 第4代アディントン男爵レイモンド・エジャートン・ハバード（英語版） （1884–1971）
- 第5代アディントン男爵ジェームズ・ハバード（英語版） （1930–1982）
- 第6代アディントン男爵ドミニク・ブライス・ハバード（英語版） （1963-）

爵位の推定相続人は現当主の弟マイケル・ハバード閣下（1965- ）。 推定相続人の法定推定相続人はその息子オリヴァー・ジェイムズ・アノニエ・ハバード(2003-)。 